# Layla El
Layla El (Londres, Inglaterra; 25 de junio de 1977) es una luchadora profesional, bailarina y modelo británica. Se le conoce por su tiempo trabajando para la empresa estadounidense WWE.
Entre sus logros destaca un reinado como Campeona Femenina de la WWE (además de ser la última mujer en poseerlo), un reinado como Campeona de Divas y ser Co-campeona junto a Michelle McCool de ambos campeonatos. Layla además fue la ganadora del  Diva Search 2006, y un Slammy Award en 2010 junto a McCool y Mae Young por "El momento cabeza hueca del año".

## Carrera

### Carrera como bailarina
Fue una bailarina de Carnival Cruise Lines. Después de esto, comenzó a bailar para National Basketball Association's Miami Heat, donde bailó durante dos años. Durante este tiempo, apareció en el escenario con John Legend como una de sus bailarines. También bailó para P. Diddy y Kanye West en los MTV Video Music Awards.

### World Wrestling Entertainment / WWE

#### Diva Search y primeras apariciones (2006-2007)

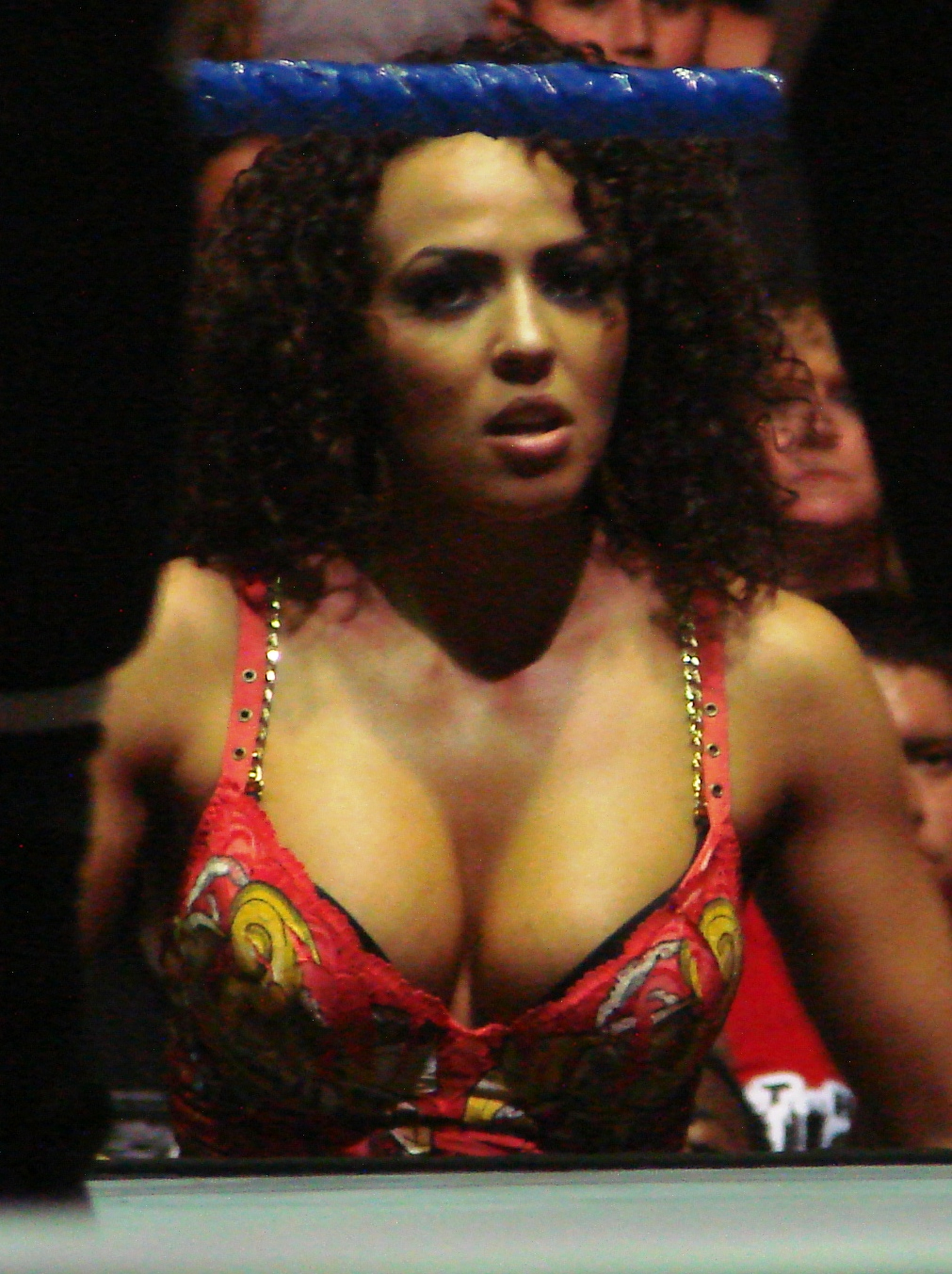
Layla en 2007.

Layla ingresó al mundo de la lucha libre profesional después de que su entrenador personal la invitara a participar al WWE Diva Search en 2006. Durante una semana Layla ganó la inmunidad en SmackDown!  después de ganar un concurso de Sgt. Slaughter. Ganó otro concurso, el Diva Search Talent Show el 11 de agosto en SmackDown!, donde bailó vestida de oficial de policía. Ganó la competencia del Diva Search, derrotando a Jen England el 16 de agosto de 2006.
Marcó su primera aparición oficial en la WWE en SummerSlam 2006, en su segmento de iniciación con Trish Stratus, Ashley Massaro, Jillian Hall, Candice Michelle, Kelly Kelly, Maria Kanellis y Torrie Wilson.
La semana después de SummerSlam, Layla hizo su debut como miembro de SmackDown! en una entrevista con The Miz. Después de ese episodio, Layla estuvo inactiva algunas semanas hasta el 22 de septiembre donde inició un feudo con Kristal Marshall y Jillian Hall. Layla nuevamente permaneció inactiva por meses, reapareciendo en octubre en No Mercy, avergonzando a The Miz. Layla hizo su debut oficial como luchadora  el 24 de octubre de 2006, en una batalla real, sin embargo perdió la lucha después de que The Miz la sacara del ring. Esto la llevó a iniciar una rivalidad con The Miz y  Kristal Marshall. Las siguientes semanas enfrentó a Kristal y The Miz, incluso formó equipo con Big Vito pero salió derrotada hasta el episodio del 22 de diciembre en SmackDown!, formando equipo con Ashley para derrotar a Jillian y Kristal, dando fin al feudo.

#### Extreme Exposé y mánager de William Regal (2007–2009)

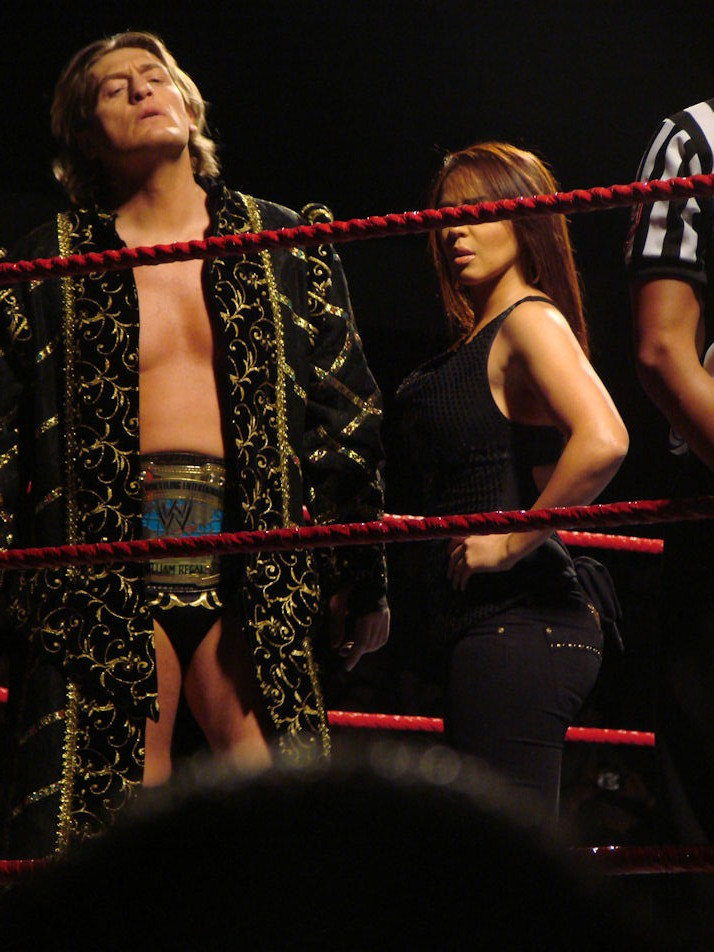
Layla con el Campeón Intercontinental William Regal en enero de 2009.

El 23 de enero de 2007, Layla fue trasladada a la ECW. Ahí se unió a Brooke & Kelly Kelly formando el grupo Extreme Exposé, realizando un segmento de baile semanal. En las ediciones de ECW en julio, Extreme Exposé se unió a The Miz, apoyándolo en sus luchas. Cuando Kelly Kelly empezó a sentir atracción por Balls Mahoney, se burló de ella junto a The Miz y Brooke, cambiando a heel. Tras el despido de Brooke en noviembre, Extreme Exposé se disolvió, provocando que Layla y Kelly Kelly comenzaran un feudo entre ellas que duró semanas. En Survivor Series formó equipo con Beth Phoenix, Melina, Victoria y Jillian Hall siendo derrotadas por Kelly Kelly, Mickie James, Maria, Torrie Wilson y Michelle McCool. En enero, junto a Victoria siguió su feudo con Kelly Kelly y su compañera Lena Yada. En Backlash, formó equipo con Beth Phoenix, Jillian, Melina, Natalya y Victoria derrotando a Michelle McCool, Mickie James, Kelly Kelly, Cherry, Ashley y Maria. El 25 de junio fue traspasada de ECW a Raw Draft Suplementario, convirtiéndose en la primera Diva en haber pertenecido a todas las marcas de la lista principal.
En el episodio de 7 de julio en Raw, Layla debutó como compañera de Jillian, perdiendo frente a Mickie James y Kelly Kelly. Una historia entre ella y Jamie Noble comenzó pronto, cuando este empezó a convertirse en uno de los favoritos del público, Noble intento asombrar a Layla en sus luchas, pero solo consiguió ser aplastado por sus oponentes. El 1 de septiembre, Noble finalmente derrotó a William Regal. En el episodio del 15 de septiembre de Raw, Layla cambió a heel por la decisión de apoyar a Regal después de los intentos fallidos de Noble, a pesar de tener una victoria sobre Paul Burchill. Ella salió al ring, simulando que iba a pedir disculpas, antes de llamar perdedor a Noble y tomar la decisión de quedarse con Regal. Layla estuvo en la esquina de William cuando capturó su segundo Campeonato Intercontinental, derrotando a Santino Marella el 10 de noviembre de 2008. También participó en varios combates en equipo, saliendo derrotada en la mayoría. Tras la muerte de su madre, estuvo fuera durante un tiempo. Volvió para participar en el "Miss WrestleMania 25 Diva Battle Royal" en WrestleMania XXV, pero no logró ganar. La noche posterior en Raw, formó equipo con Jillian Hall, Kelly Kelly, Mickie James y Melina derrotando a Eve Torres, Maria, Maryse, Natalya y Gail Kim.

#### LayCool (2009-2011)

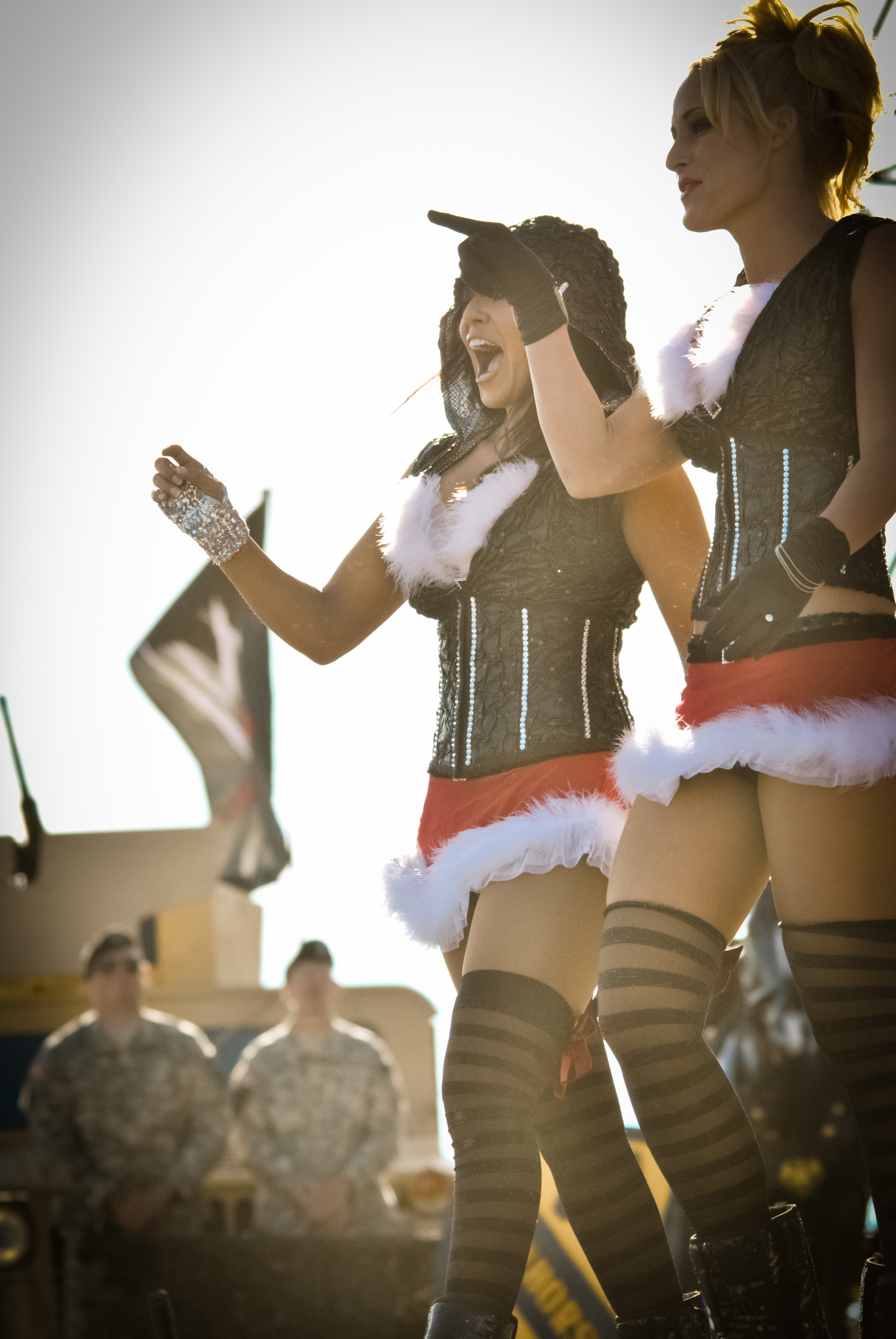
LayCool en el Tribute to the Troops de 2010.

El 15 de abril de 2009, fue enviada a la marca SmackDown por el Draft suplementario. Posteriormente inició un feudo con Eve Torres, después de perder contra ella en concursos de baile y fuerza, hasta que el 18 de junio en Superstars donde se reconciliaron gracias a la intervención de Maria.
Tras esto, empezaría a ser emparejada con Michelle McCool por decisiones creativas de Vince McMahon, poco después pasarían a llamarse LayCool, comenzando un feudo con Mickie James, al inicio consistió en ataques verbales o intervenciones durante sus combates. En Survivor Series el Team James (Mickie James, Melina, Eve, Kelly Kelly y Gail Kim) derrotó al Team McCool (LayCool, Alicia Fox, Beth Phoenix y Jillian). Después de este suceso el 20 de noviembre, Layla y McCool iniciarían con la controvertida storyline de "Piggie James", donde ambas acosaban a su rival por tener "sobre peso". En TLC, Layla interfirió en el combate entre James y McCool, a favor de esta última. Acompañó a McCool en Royal Rumble 2010, en el cual McCool perdió el Campeonato Femenino ante James, debido a que la dupla había humillado a James semanas antes en SmackDown en un festín, éstas fueron atacadas por Mickie, Maria, Gail Kim y The Bella Twins al finalizar el combate. El feudo culminó con la exitosa revancha de Michelle ante Mickie, después de que Vickie Guerrero se les uniera. 
LayCool ganó sus luchas por equipo tanto en Elimination Chamber, WrestleMania XXVI y el Draft. El 11 de mayo en SmackDown, Layla junto a Michelle lograron derrotar a Phoenix por el Campeonato Femenino, este suceso convirtió a Layla en la primera y única campeona inglesa en la WWE. Debido a la lesión de Phoenix, LayCool inició un feudo con Tiffany y Kelly Kelly, lo que llevó a esta última a enfrentar a Layla en Money in the Bank, logrando retener con éxito el campeonato. En la final de la primera temporada de NXT el 1 de junio de 2010, LayCool fueron presentadas como las pros de Kaval para la segunda temporada. Durante el reinado de Layla, ambas se auto proclamaron co-campeonas, pero la WWE únicamente reconoció a Layla como tal. McCool defendió con éxito el campeonato ante Tiffany el 30 de julio en SmackDown, pero Theodore Long les advirtió que no podían ser ambas campeonas, por lo que McCool entregó su título y rompieron el de Layla en dos, quedándose cada una con una mitad. Durante este tiempo Rosa Mendes intento unirse al equipo e impresionarlas, pero terminaron por burlarse de ella. En SummerSlam, atacaron a la nueva Campeona de las Divas, Melina, después de que esta ganará el campeonato. El lunes siguiente en Raw, ambas le propusieron a Melina una lucha en Night of Champions para unificar ambos campeonatos, Melina aceptó bajo la condición de que fuera una lucha de leñadoras. En dicho PPV, Layla interfirió una vez más a favor de Michelle, convirtiéndose en co-campeonas, desactivado el Campeonato Femenino y convirtiendo a Layla en la última mujer que lo portó.
Al inicio del reinado, LayCool comenzó un feudo con Natalya, quien había conseguido una oportunidad por el campeonato. En Hell in a Cell y Bragging Rights, LayCool logró defender con éxito el Campeonato de Divas a Layla gracias a intervenciones. A causa de estas victorias, el 1 de noviembre Layla fue derrotada por Natalya, obteniendo una tercera oportunidad titular para Survivor Series, en dicho PPV Natalya logró derrotarlas, LayCool enfadadas la atacaron hasta que Beth Phoenix salió a su rescate. Este suceso las llevaría a desarrollar una rivalidad rumbo a TLC: Tables, Ladders and Chairs, por órdenes del Gerente General ambos dúos se enfrentaron en la primera lucha de mesas entre mujeres en la WWE, sin embargo LayCool salió derrotado. El 24 de enero en Raw, LayCool exigió su revancha contra Natalya para Royal Rumble, para dicho PPV su lucha fue modificada por el Gerente General, añadiendo a Eve Torres y transformado el combate en una lucha fatal de cuatro esquinas, que terminó ganando Torres. Tras esto, se empezó a ver molestias entre ambas, siendo llevadas a un programa de terapia.
El 4 de febrero en SmackDown, LayCool y Kelly Kelly se convirtieron en las únicas mujeres envueltas en una lucha titular por Campeonato mundial pesado, formando equipo con Dolph Ziggler y Edge respectivamente, sin embargo saldrían derrotadas. El 20 de febrero en Elimination Chamber atacaron a Kelly Kelly, quien había hecho su regreso después de haber sido despedida por Vickie Guerrero (kayfabe) a raíz de la lucha titular de SmackDown, Kelly estaba atacando a Guerrero cuando el dúo intervino, poco después Trish Stratus salió a su defensa, logrando aplicarles el "Double Stratusfaction". El feudo con Trish tomó forma hasta el 12 de marzo en Raw, Trish enfrentaba a Vickie en una lucha sin descalificación hasta que LayCool la atacó, al finalizar la lucha la invitada, Snooki, trató de calmar las cosas hasta que fue atacada, iniciando un feudo rumbo a WrestleMania. En WrestleMania XXVII, el equipo conformado por LayCool y Dolph Ziggler fue derrotado por el de Trish, John Morrison y Snooki. El 12 de abril en SmackDown y la siguiente semana en el Draft marcarían la disolución de LayCool, Layla perdió ante Eve Torres y Kelly Kelly lo que provocó actitudes mezquinas de McCool, quien la intentó atacar pero Layla en su defensa la atacó de regreso estrellándola contra la barrera de protección y mesa de comentarios. En el siguiente Smackdown, ambas se enfrentaron en un combate, pero quedó en descalificación. Tras esto, Layla retó a McCool a una lucha en Extreme Rules, bajo la condición de McCool, que pidió fuera una "la perdedora abandona la WWE", lucha que Layla ganó. El 13 de mayo en SmackDown, fue atacada por Kharma después de que Michael Cole le pusiera el pie para que cayera, brindándole una oportunidad a Kharma de aplicarle su "Implant Buster". 
Layla reveló haber sufrido una lesión en los ligamentos de la rodilla durante su la pelea contra Michelle, teniendo que someterse a cirugía lo que la mantuvo inactiva un año.

#### Campeona de Divas y retiro (2012-2015)
Layla regresó al ring en un evento de la Florida Championship Wrestling el 22 de marzo de 2012. Mientras que al roster principal no regresaría hasta Extreme Rules el 29 de abril, reemplazando a Beth Phoenix en su lucha titular contra Nikki Bella, ya que no estaba médicamente autorizada para competir, Layla derrotó a Nikki ganando el Campeonato de Divas en solitario por primera vez. Su victoria la convirtió en la primera ganadora de Diva Search en obtener dos campeonatos (en ese entonces los únicos activos). La noche siguiente en Raw, defendió con éxito el campeonato ante The Bella Twins en un combate de triple amenaza que duró poco menos de un minuto. Layla iniciaría una rivalidad contra Phoenix, lo que la llevó a retener con éxito ante ésta en dos ocasiones, tanto en WWE Over the Limit como en No Way Out en mayo y junio, respectivamente, como parte del feudo Layla, Kaitlyn y Tamina derrotaron a Beth, Eve y Natalya en Money in the Bank. En el episodio del 20 de agosto de Raw, Kaitlyn ganó una batalla real para convertirse en su retadora número uno, sin embargo, en Night of Champions perdió el campeonato ante Eve Torres, quien sustituyó a Kaitlyn debido a que esta fue víctima de un ataque en backstage. Layla derrotó a Torres en un combate no titular en Superstars, ganando una oportunidad titular. Recibió su combate por el título el 15 de octubre, también en una triple amenaza que involucró a Kaitlyn en Hell in a Cell, perdiendo ambos combates. Más tarde, tras semanas de indagar quien fue la atacante de Kaitlyn, con la ayuda de Theodore Long se descubrió que fue Aksana bajo órdenes de Torres. Tras esto tuvo varios combates junto a Kaitlyn en contra de ambas. El 12 de noviembre en Raw, Layla fue derrotada por Kaitlyn en una lucha por una oportunidad titular. El 16 de diciembre en TLC: Tables, Ladders & Chairs, Layla compitió en una batalla real de "Ayudantes de Santa" para hacer frente a Torres por el campeonato, pero no tuvo éxito.
A principios de 2013, Layla desarrolló un breve feudo con Tamina Snuka, perdiendo ante ella en luchas individuales antes de derrotarla en una lucha por equipos el 22 de febrero. El 22 de abril en Raw, participó en una batalla real que determinó a la retadora número uno para ir por el campeonato, pero no logró ganar siendo eliminada al final por AJ Lee. En verano, Layla empezó a acompañar a Kaitlyn, la entonces Campeona de Divas, a sus combates contra AJ Lee, estableciéndose como su mánager. El 2 de agosto en SmackDown, cambió a heel después de traicionar a Kaitlyn, costándole su revancha titular después de proteger a AJ. El 5 de agosto en Raw, derrotó a Kaitlyn gracias a las distracciones de la misma Lee y para el 16 de agosto, junto a AJ derrotó a Kaitlyn y Natalya. El 6 de septiembre en SmackDown, atacó junto a AJ Lee, Alicia Fox y Aksana a The Bella Twins y The Funkadactyls (Naomi y Cameron) por el ángulo que AJ tenía con el elenco de Total Divas.

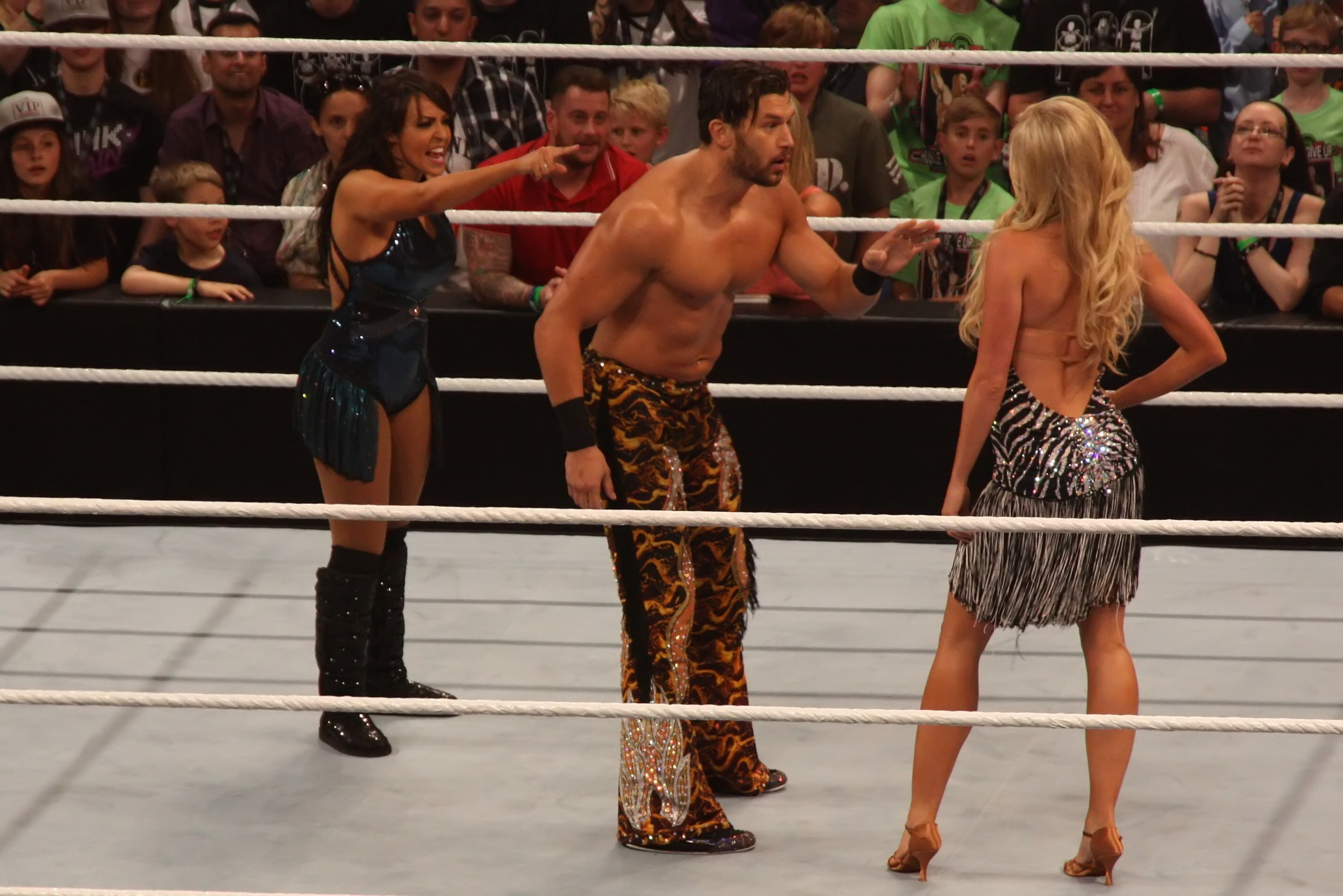
Layla y Fandango siendo confrontados por Summer Rae (derecha) el 19 de mayo.

Tras meses de ausencia, hizo su regresó el 14 de marzo en un house show, siendo derrotada junto con Fox por Eva Marie y Natalya. Su regresó a la televisión fue en el episodio del 18 de marzo de 2014 en Main Event.
Layla participó en el 14-Diva Vickie Guerrero Invitational por el Campeonato de Divas en WrestleMania XXX, sin embargo no logró ganar. La semana siguiente, ella reemplazó a Summer Rae como  bailarina y valet de Fandango, incluyéndola en su rivalidad con Santino Marella y Emma. El 18 de abril en Main Event, participó en una batalla real para determinar a la retadora número uno por el campeonato, pero fue eliminada por Natalya. En mayo, Layla entró en un torneo para determinar a la nueva Campeona Femenina de NXT, pero perdió ante Natalya en la primera ronda. Rae regresó el 19 de mayo, atacando a Layla comenzando un triángulo amoroso lo que las llevó a una lucha en Money in the Bank con Fandango como árbitro especial invitado; ganando la lucha. Durante la revancha el 11 de julio en un episodio de SmackDown, Layla y Summer atacaron a Fandango  antes de bailar la una con la otra, surgiendo su alianza bajo el nombre de The Slayers, ambas intervenían en combates de su excompañero o lo atacaban, costándole sus luchas. En su primer combate como equipo fueron derrotadas por Paige y AJ Lee el 18 de julio en un episodio de Smackdown, y ganaron su primer combate  el 2 de septiembre en Main Event, derrotando a Natalya y Rosa Mendes e iniciando un breve ángulo contra éstas. El 31 de octubre en Smackdown, participó en una batalla real que determinó a la retadora número uno  por el campeonato, sin embargo fue eliminada por Paige. En Survivor Series el Team Fox (Alicia Fox, Natalya, Emma y Naomi) derrotó al Team Paige (Paige, Cameron, Layla y Summer Rae) en un Divas Traditional Survivor Series Elimination Match. A finales del 2014 volvió a estar ausente y el 24 de enero de 2015, Layla reveló estaba lidiando con asuntos personales, por ello su alianza con Rae se desintegró. Layla hizo su regreso el 16 de abril de 2015 en Main Event, donde derrotó a Emma. Semanas después solo sería utilizada como jobber, teniendo su última lucha el 26 de julio en un house show.
Finalmente, el 29 de julio anunció su retiro de la lucha libre profesional y su salida de la WWE tras nueve años en la empresa.

## Otros Medios
En abril de 2007, El y varias Divas de la WWE Divas aparecieron en el video musical de la canción "Throw It On Me" por Timbaland y The Hives. Durante la semana del 5 de noviembre de 2007, apareció en cinco episodios de Family Feud junto con otros luchadores de la WWE. El 6 de febrero de 2008 apareció en Project Runway con varias Divas de la WWE como parte del reto de la semana. El 13 de abril de 2008 El apareció en un episodio del programa Celebrity Fit Club Boot Camp como entrenadora. El 21 de septiembre del 2013 Ella junto con a Alicia Fox aparecieron en "Cupcake Wars" donde actuaron como jueces y los ganadores asistirían a SummerSlam.

### Videojuegos
| Año  | Juego                     | Notas                              | Marca        |
| ---- | ------------------------- | ---------------------------------- | ------------ |
| 2008 | WWE SmackDown vs Raw 2009 | Debut como personaje desbloqueable | Raw          |
| 2010 | WWE SmackDown vs Raw 2011 | Como personaje descargable         | SmackDown    |
| 2011 | WWE '12                   |                                    | SmackDown    |
| 2012 | WWE '13                   | Como personaje descargable         |              |
| 2013 | WWE 2K14                  |                                    |              |
| 2015 | WWE 2K16 y WWE SuperCard  |                                    | Agente Libre |

## Modelaje
Desde que ganó el concurso Diva Search El también ha hecho un poco de modelaje. Él ha aparecido y posado para las revistas King, Smooth, y fue la modelo de portada para el primer número de la revista Liquid. También a posado para la revista FHM junto con las demás miembros de su exequipo Extreme Exposé. El 29 de febrero de 2009, Layla, junto a Beth Phoenix y Candice Michelle, aparecieron en la edición de 2009 para la revista Flex Magazine. En 2012, ocupó el lugar número 95 en la revista Maxim Hot 100.'s

## Filmografía
| Año  | Título                       | Papel      | Notas                                        | Fuente |
| ---- | ---------------------------- | ---------- | -------------------------------------------- | ------ |
| 2007 | Family Feud                  | Ella misma | "WWE Superstars vs Divas" (5 episodios)      | [ 42 ] |
| 2008 | Project Runway               | Ella misma | "Raw Talent" (Cuarta temporada, episodio 10) | [ 43 ] |
| 2008 | Celebrity Fit Club Boot Camp | Ella misma | Sexta temporada; Entrenadora                 | [ 42 ] |
| 2013 | Cupcake Wars                 | Ella misma | Juez                                         |        |

### Video musicales
| Año  | Artista                 | Título           | Fuente |
| ---- | ----------------------- | ---------------- | ------ |
| 2007 | Timbaland ft. The Hives | "Throw It On Me" | [ 41 ] |

## Vida personal
Asistió a una universidad de artes escénicas, fue bailarina de la National Basketball Association y del reconocido cantante Flo Rida. La madre de Layla murió a causa de cáncer en 2008.
El 27 de noviembre de 2015, contrajo matrimonio con el también luchador Ricky Ortiz. Hasta 2025 reveló en una entrevista que después de su retiro se convirtió en madre.

## Campeonatos y logros
- World Wrestling Entertainment
  - Ganadora del Diva Search - 2006[3]
  - WWE Women's Championship (1 vez, última)
  - WWE Divas Championship (1 vez)
  - Slammy Award - 2010 a "Momento Cabeza Hueca del año" (Con Michelle McCool y Mae Young)

- Pro Wrestling Illustrated
  - Situada en el N.º 39 en los PWI Female 50 en 2008.[52]
  - Situada en el N.º 36 en el PWI Female 50 en 2010.[53]
  - Situada en el N.º 13 en el PWI Female 50 en 2011.[54]
  - Situada en el N.º 6 en el PWI Female 50 en 2012.[54]
  - Situada en el N.º 18 en el PWI Female 50 en 2013.
- Wrestling Observer Newsletter
  - La táctica promocional más repugnante (2009) - con la storyline de "Piggie James" (junto a Michelle McCool y Mickie James), por ser humillante e ir contra de la campaña anti-bullying de WWE.